# Atherochernes venezuelanus
Atherochernes venezuelanus är en spindeldjursart som beskrevs av Beier 1954. Atherochernes venezuelanus ingår i släktet Atherochernes och familjen blindklokrypare. Inga underarter finns listade.